# Keihäsjärvi (sjö i S:t Michel, Södra Savolax)
Keihäsjärvi är en sjö i kommunen S:t Michel i landskapet Södra Savolax i Finland. Sjön ligger 82,2 meter över havet. Arean är 1,39 kvadratkilometer och strandlinjen är 19,7 kilometer lång. Sjön  ingår i Vuoksens huvudavrinningsområde.   Den ligger omkring 12 kilometer öster om S:t Michel och omkring 210 kilometer nordöst om Helsingfors. 
I sjön finns ön Heinäsaari. Keihäsjärvi ligger norr om Keskimmäinen och Alimmainen. 